# Брокардикум

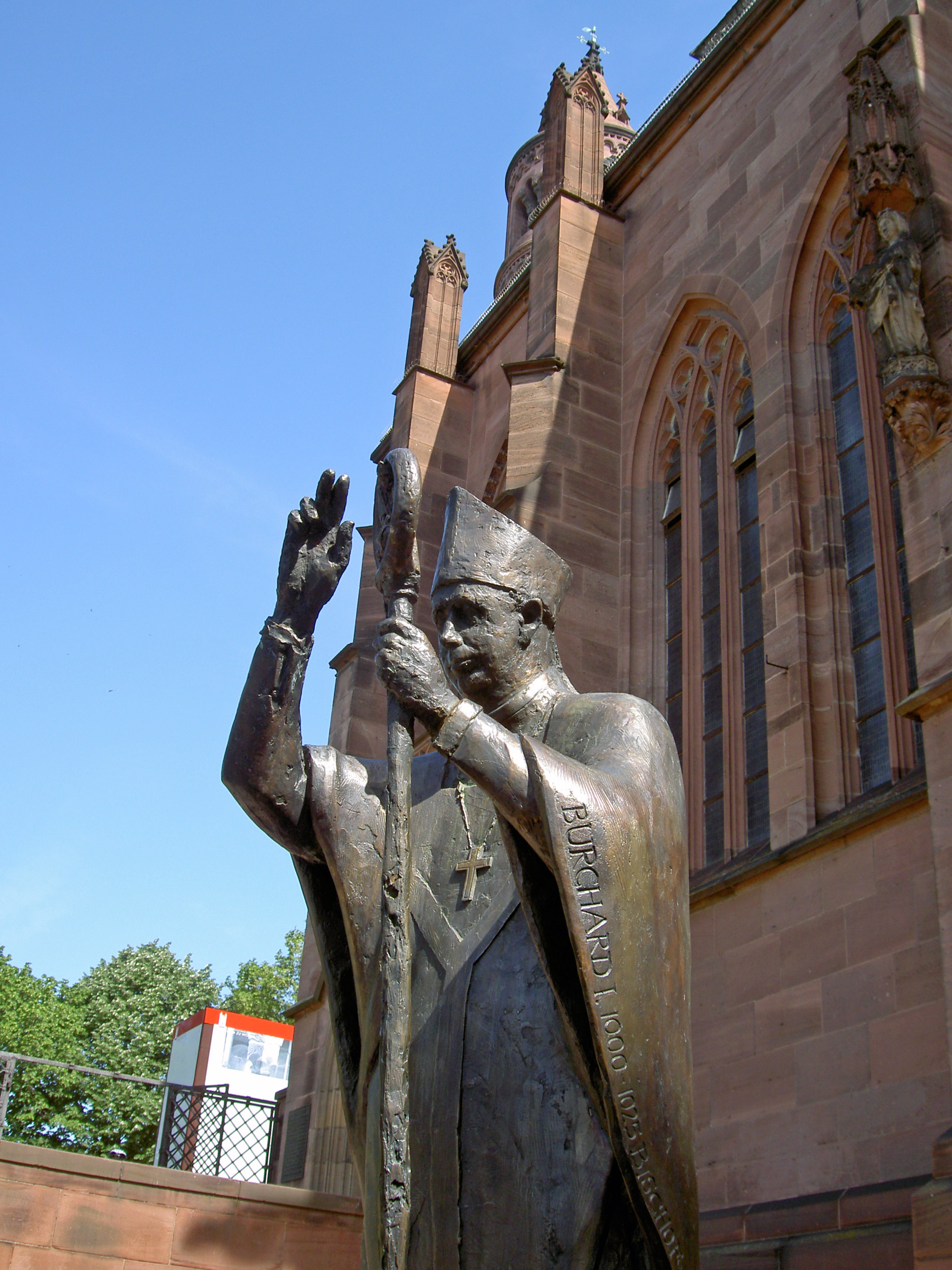
Памятник Буркхарду в Вормсском соборе

Брокардикум (от средневекового лат. Brocardicum, также брокарды от лат. brocarda, лат. brocardica, burchardica, Brocardiorum opus) — средневековый источник права в виде кратких юридических правил-афоризмов, которые отсутствовали в римских источниках. Названы так, возможно, по латинизированному имени вормсского епископа Буркхарда, составившего в начале XI века сборник церковных узаконений (лат. Decretorum Libri Viginti); более популярная и современная версия выводит термин из лат. broccus, «выступающие зубы». Официально брокарды назывались лат. generalia.

## Пример
Г. Гауди приводит как пример лат. Cuius est solum, eius est usque ad coelum et ad inferos — «кто владеет землёй, владеет до небес и до преисподней» — то есть права на землю неограниченно простираются как вверх, так и вниз, первое понятие близко к современному суверенитету воздушного пространства, второе — к праву на недра. В отличие от многих других брокард, эта не противоречила римскому праву (которое по причине отсутствия у римлян воздухоплавания в данном случае интересовалось чисто прикладными ситуациями, когда выступы построек нависали над соседними участками земли) — но, как и практически все брокарды, отсутствует в римских источниках в явном виде. Хотя римляне не кодифицировали прав на минеральные ресурсы, средневековым юристам было удобно предположить, что это было сделано.